# 点击化学
点击化学（英語：Click chemistry），也译作鍵擊化學、速配接合组合式化学，是由化学家巴里·夏普莱斯在2001年引入的一个合成概念，主旨是通过小单元的拼接，来快速可靠地完成形形色色分子的化学合成。它尤其强调开辟以碳-杂原子键（C-X-C）合成为基础的组合化学新方法，并借助这些反应（点击反应）来简单高效地获得分子多样性。点击化学的概念对化学合成领域有很大的贡献，在药物开发和分子生物学的诸多领域中，它已经成为目前最为有用和吸引人的合成理念之一。
「點擊化學」一詞由斯克里普斯研究所的巴里·夏普莱斯於1998 年創造，並於2001 年由斯克里普斯研究所的夏普莱斯、Hartmuth C. Kolb、M.G. Finn 等人詳細解釋。 英文名称中的“click”为“发出咔嗒一声”是安全帶卡入到位時發生的快速安全連接的比喻。
2022年，諾貝爾化學獎授予巴里·夏普莱斯、莫滕·梅爾達爾 (Morten P. Meldal) 和卡罗琳·贝尔托西 (Caroline Bertozzi)，以表彰他們「對點擊化學和生物正交化學的發展」。

## 起源
点击化学的概念最早来源于对天然产物和生物合成途径的观察。仅仅凭借二十余种氨基酸和十余种初级代谢产物，自然界能够通过拼接上千万个这一类型的单元（氨基酸、单糖），来合成非常复杂的生物分子（蛋白质和多糖）。这一过程具有明显的倾向性，即“乐于”借助形成碳-杂原子键，来完成这一复杂的拼接。这一思想对于药物开发和合成具有很重要的意义。
1996年Guida等人通过计算机模拟后得出，可用作药物的分子应当多达1063个，若前提为：该分子含有少于30个非氢原子；相对分子质量小于500；由氢、碳、氮、氧、磷、硫、氯、溴原子组成，以及在室温下它对氧气和水是稳定的。然而目前应用的药物数量远远少于这个数目。因此，模仿自然界中“模块化”的合成，开发一系列可靠、高效、具选择性的点击反应，对于药物合成将具有革命性的后果。

## 特征
一般来说，一个理想点击反应的特征有：
- 反应应用“组合”的概念，应用范围广；
- 产率高；
- 副产物无害；
- 反应有很强的立体选择性；
- 反应条件简单；
- 原料和反应试剂易得；
- 合成反应快速；
- 不使用溶剂或在良性溶剂中进行，最好是水；
- 产物易通过结晶和蒸馏分离，无需层析柱分离；
- 产物对氧气和水不敏感；
- 反应需要高的热力学驱动力（>84kJ/mol）；
- 符合原子经济。

## 分类
目前应用于药物开发的几类点击反应主要是：
- Huisgen叠氮化物-炔烃环加成反应，例如下面的反应：[8]

- 其他环加成反应（如狄尔斯-阿尔德反应）；
- 小环张力化合物（如环氧化合物、吖丙啶衍生物）发生的亲核取代反应；
- 碳碳双键发生的某些加成反应（如Sharpless不对称双羟基化反应）。

## 譯名爭議
德国弗莱贝格工业大学研究者吳限認為「點擊化學」是「粗疏翻譯」，建議將該詞改譯為「迅接化學」。原名中的“click”为“发出咔嗒一声”的意思，并非电脑鼠标“点击”之含义。